# Бармашурка
Бармашу́рка — небольшая река в Ярском районе Удмуртской Республики России. Левый приток Чепцы. Длина реки составляет 10 км, площадь бассейна 32 км².
Высота устья — 127 м над уровнем моря. Высота истока — 188 м над уровнем моря.
Исток находится южнее села Кычино. Река протекает на северо-восток, разделяя расположенные на ней районный центр Яр и деревню Бармашур, и впадает в Чепцу слева в 234 км от её устья. Имеет приток Сивашур. Через Бармашурку проходят три железнодорожных и два автомобильных моста.